# 岡本尚博
岡本 尚博（おかもと なおひろ、1966年 - ）は、日本の実業家。株式会社 大手広告通信社 代表取締役、株式会社横浜ビー・コルセアーズ元代表取締役。東京都出身。

## 経歴
1989年、日本大学法学部卒業、大手広告通信社 入社。
2001年、プロ野球マスターズリーグ イベントディレクター就任。
2005年、茨城ゴールデンゴールズ 代表就任。
2010年、日本プロバスケットボールリーグ (bjリーグ) チーフプロデューサー就任。
2013年、横浜ビー・コルセアーズ エグゼクティブプロデューサー就任。
2015年、横浜ビー・コルセアーズ 代表取締役CEO就任。
2020年、大手広告通信社/株式会社 大手 代表取締役就任
大手広告通信社に新卒で入社、プロ野球OBを集めたマスターズリーグに携わった後、タレント・萩本欽一がオーナーの社会人硬式野球クラブチーム 茨城ゴールデンゴールズの発足に企画から携わり球団代表を5年間にわたって務めた。2012年、プロバスケットボールbjリーグのオールスターゲームでイベント統括プロデューサーとしてバスケットボール界と接点を持つ。bjリーグのファイナル、プレーオフの総責任者を担当していた2013年に横浜ビー・コルセアーズの経営危機が表面化したことから、横浜の経営状態の調査などに携わった。最終的に横浜ビー・コルセアーズはbjリーグ2012-2013シーズンで優勝を果たしたが、経営としては債務超過と運用資金ショートによる実質的な経営破綻状態に陥ったため、2013年5月には選手契約や試合運営を含め、球団運営を旧経営陣から大手広告通信社に全面委託することになり、岡本は新執行部のエグゼクティブプロデューサーとして横浜ビー・コルセアーズの経営に参画、Bリーグ開幕に向けた準備時期である2015年5月に代表取締役CEOに就任した。経営者としての施策として経営難に陥っていた球団を立て直すべく、株式の一般公募やパートナー企業との協業等によるキャッシュフローの改善、資金力の強化と共に、観客動員力の向上のためにブランディング、エンターテインメント性を含めたイメージ戦略等を進めて経営破綻を回避。トップリーグであるB1へのBリーグ初年度からの参入を成功させるとともに、Bリーグでもトップレベル(2017-18 Bリーグ平均観客動員数 5位)の観客動員力まで成長させた。しかし、この時の債務はその後も球団の財政に大きく影響を与え続けており、チーム成績も低迷を続けることになった。特に2016年のBリーグの開幕以降の横浜ビー・コルセアーズは地区最下位が定位置となり、３シーズン連続で下部リーグへの降格危機に陥った責任を取る形で取締役への降格となった。

## スポーツビジネス・プロバスケットボールチームの経営に対する考え方
- TVK【神奈川ビジネス Up To Date】のインタビューでは｢今まではバスケットボールを観てもらうということを意識していない。自分たちがやる。自分たちがどう強くなっていくかに主眼が置かれていて観てもらう、参加してもらうという意識がなかった。｣｢とにかくまずお客様を増やすことが大事。お客様が楽しんでいる所にスポンサーはお金を出すし、選手のモチベーションが上がる。子供たちが憧れてアカデミー事業に繋がる。お客様に応援してもらえる価値を作り出すために、我々が何ができるのかを模索しつづけなければならない。｣と語っている[1]。
- ｢勝つことに付随するエンターテインメントが、ファンサービスである｣「当然、強いことは求められているし、強くないといけない。でも強いだけで、本当に共感が得られるのかなって思うんです。これはアイドル論になるんだけど、今の芸能界で人気のある人って完全無欠の二枚目ではない人なんですよ。ツッコミどころがあったり、三枚目とか、お笑いができるっていうところ。自分の欠点を見せないと人気が出ないと思うんです。だから、強いだけのスポーツチームが果たして本当に人気になるのかなって」[6]
- 「成長ストーリーを楽しむみたいなところも、ビーコルのブースターにはあると思っています。親族みたいですよね。今のビーコルに足りない部分を、ブースターや、株主、スポンサー、選手、スタッフに埋めてもらって進化するのがビーコルだと思っています」[6]
- 「お客さんが入らないことをチームの成績のせいにしたらフロントの負けだ」「お客さまは、試合に来る前にチケット代を払ってくれているんです。チームが負けたときに得るものがなかったら、詐欺みたいなものじゃないですか。入場料は、会場で時間を過ごしただけで、ある程度はペイできるものにしておかないと。その上で、チームが勝ってくれたら、付加価値が付く、と。『得したな』と思えば、また来てくれるものなんです」[3]

## ギャラリー

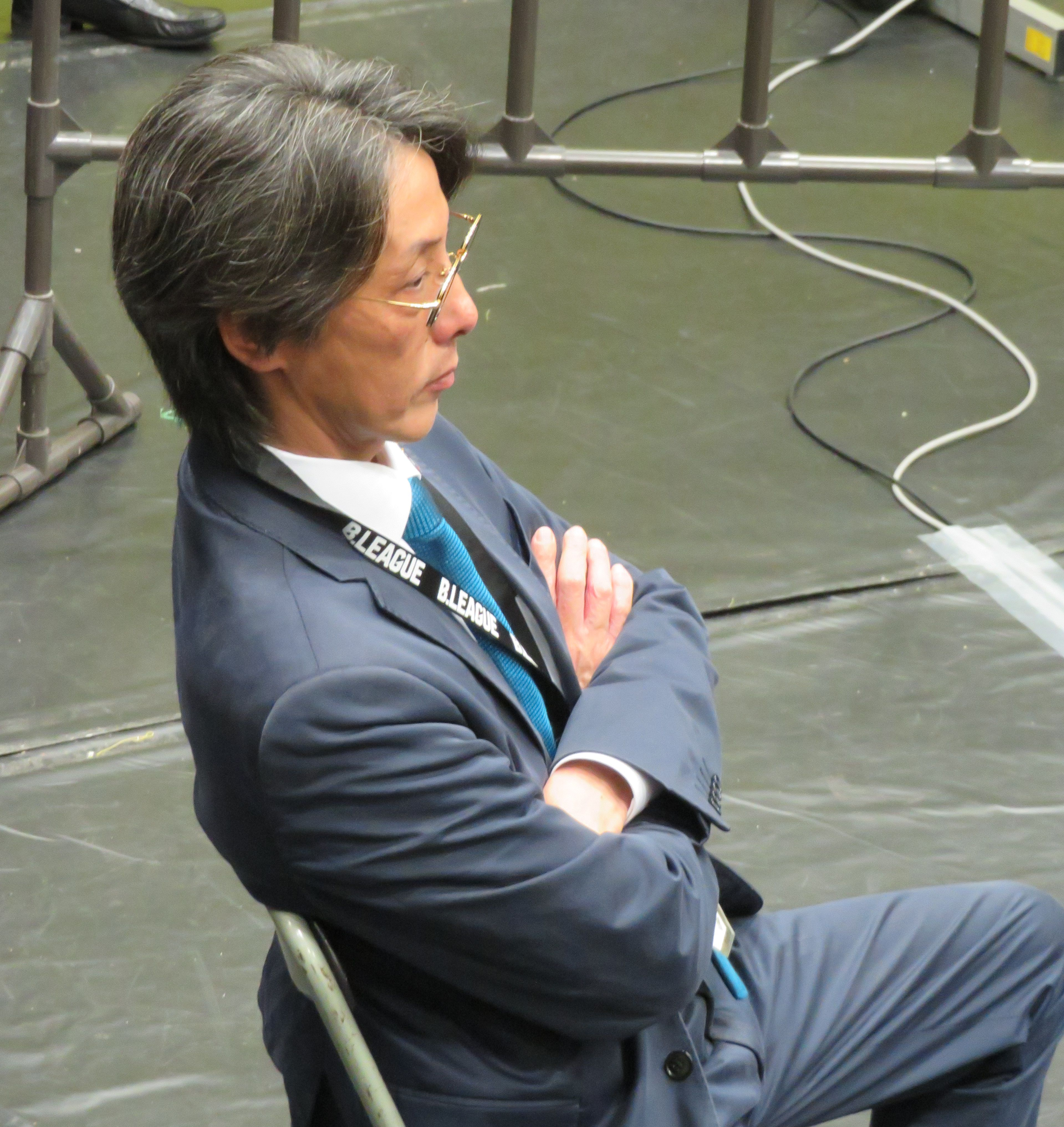
2018年10月28日撮影 2018-19 B1 第六節 渋谷-横浜 青山学院記念館
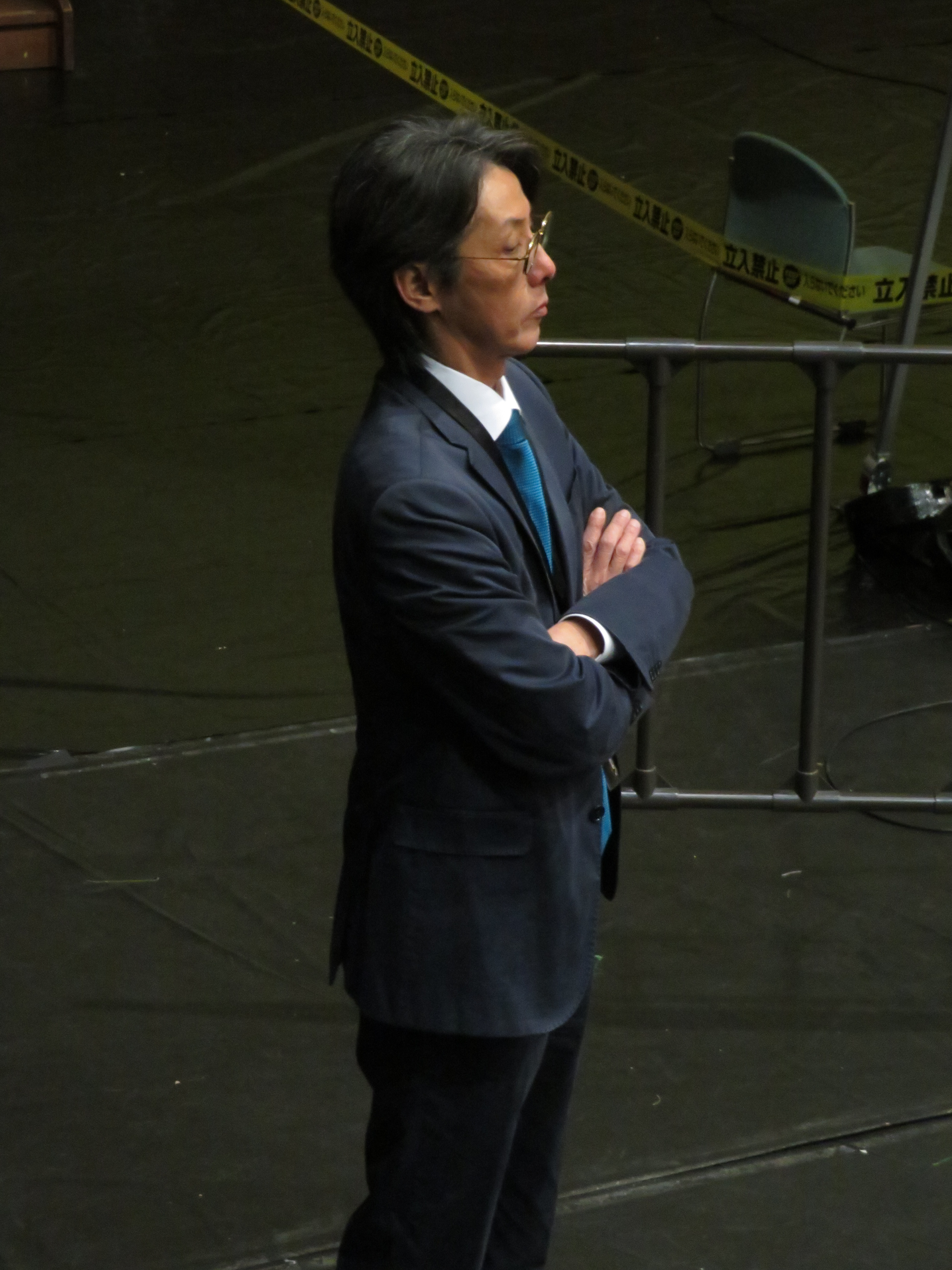
2018年10月28日撮影 2018-19 B1 第六節 渋谷-横浜 青山学院記念館